# Metropolregion Kolkata

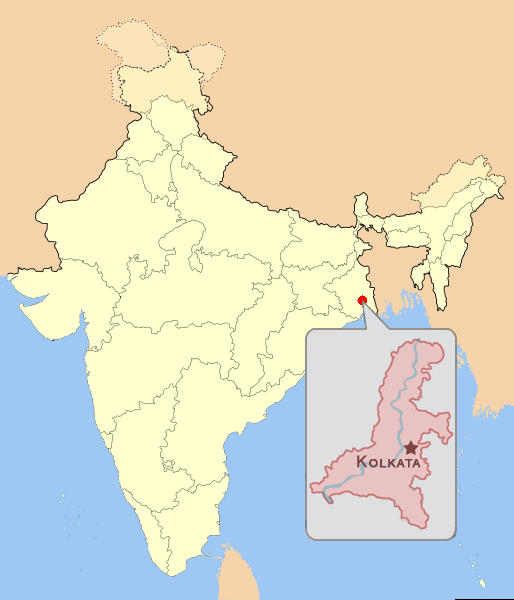
Metropolregion Kolkata

Die Metropolregion Kolkata (englisch: Kolkata Metropolitan Area), auch bekannt als Größeres Kolkata (Greater Kolkata), ist der Ballungsraum der Stadt Kolkata (Kalkutta) im indischen Bundesstaat Westbengalen. Sie ist die drittgrößte Metropolregion in Indien nach Delhi und Mumbai. Das Gebiet wird von der Kolkata Metropolitan Development Authority verwaltet. Das Gebiet umfasst 72 Städte und 527 Kleinstädte und Dörfer. Neben der Kernstadt von Kalkutta mit über 4 Millionen Einwohnern gehört mit Haora eine weitere Millionenstadt zu der Region. Nach den Daten der Volkszählung von 2011 betrug die Gesamtbevölkerung des Großraums Kalkutta 14.035.959 Personen. Laut der Kolkata Metropolitan Development Authority liegt die Gesamtfläche bei 1.886,67 km², was einer Bevölkerungsdichte von 7.440 pro km² entspricht. Die Metropolregion hat damit eine fast doppelt so hohe Bevölkerungsdichte wie Berlin. Verbunden wird die Metropolregion durch ein eigenes Eisenbahnnetzwerk (Kolkata Suburban Railway) sowie teilweise durch die Metro Kolkata.

## Demografie
Die Metropolregion Kolkata hat ein Geschlechterverhältnis von 935 Frauen pro 1000 Männer und damit einen für Indien üblichen Männerüberschuss. Die Alphabetisierungsrate lag bei 87,5 % im Jahr 2011.

## Municipals corporations
Municipal corporations in der Metropolregion Kolkata:
- Kolkata
- Bidhannagar
- Haora
- Chandannagar

## Municipalities
Municipalities in der Metropolregion Kalkutta
- Baidyabati
- Bansberia
- Baranagar
- Barasat
- Barakpur
- Baruipur
- Bhadreswar
- Bhatpara
- Budge Budge
- Champdani
- Dankuni
- Dum Dum
- Garulia
- Gayespur
- Halisahar
- Hugli-Chunchura
- Jaynagar Majilpur
- Kalyani
- Kamarhati
- Kanchrapara
- Khardaha
- Konnagar
- Madhyamgram
- Maheshtala
- Naihati
- New Barakpur
- North Barakpur
- North Dum Dum
- Uluberia
- Uttarpara
- Panihati
- Pujali
- Rajpur Sonarpur
- Rishra
- Serampore
- South Dum Dum
- Titagarh

## Distrikte
Distrikte in der Metropolregion Kolkata:
- Uttar 24 Pargana (teilweise)
- Dakshin 24 Pargana (teilweise)
- Haora (teilweise)
- Nadia (teilweise)
- Hugli  (teilweise)